# Sistema di Londra
Il sistema di Londra è un'apertura degli scacchi caratterizzata dalle mosse:
1. d4 Cf6
2. Cf3 g6
3. Af4

In pratica è una difesa est-indiana senza la spinta in c4 del bianco.
L'apertura può essere altresì giocata con 1. d4 d5 2. Af4 in una variante detta "sistema di Londra accelerato" che solitamente segue con 
Cf6 3. e3 c5 4. Cf3 Cc6 5. c3 Db6

## Storia
Il sistema di Londra è così chiamato perché giocato più volte nel torneo di Londra del 1922. In realtà, come spesso avviene in questi casi, l'impianto fu adottato molto prima di quanto farebbe pensare il riferimento storico. Il primo dei precursori fu il maestro inglese Joseph Blackburne (1841-1924), che adottò il sistema di Londra in una decina di partite dal 1862 al 1892.

## Analisi
Con la mossa 2.Cf3 il bianco vuole evitare i gambetti Benkő e Budapest; inoltre - ritardando la spinta in c4 - rende meno pungenti le spinte nere in c5 e e5 diminuendo la portata dell'alfiere in g7.

## Continuazioni
- 3…Ag7 4.h3 d6 5.Cbd2 Cc6
  - 4.Cbd2 O-O 5.e3 d6 6.h3 Cbd7